# Stites (Illinois)
Stites está situada em St. Clair County, Illinois. Segundo o censo de 2010, sua população era de 749 habitantes e tinha 326 unidades habitacionais.

## Geografia
De acordo com o censo de 2010, a cidade tem uma área total de 2.36 sq mi (6.1 km2), dos quais 2.11 sq mi (5.5 km2) é terra e 0.25 sq mi (0.65 km2) é água.